# Hugo Moyano
Hugo Antonio Moyano (Gerli, 9 gennaio 1944) è un sindacalista, politico e dirigente sportivo argentino.

## Biografia
Moyano è suocero di Claudio Tapia, presidente dell'AFA dal 2017.

## Carriera
Cresciuto a Mar del Plata, nel 1962 ricoprì il suo primo incarico sindacale all'interno dell'azienda di autotrasporti presso la quale lavorava. Dopo una scalata ai vertici del sindacato dei camionisti marplatensi, nel 1971 Moyano riuscì ad ottenerne la segreteria. Nei primi anni settanta entrò nelle file della Gioventù Sindacale Peronista, contrapposta ai Montoneros e alle altre organizzazioni che facevano parte dell'ala della sinistra rivoluzionaria del peronismo. Nel 1981, in piena dittatura militare, Moyano fu proclamato segretario della Confederazione Generale del Lavoro (CGT) marplatense. Con il ritorno della democrazia due anni più tardi fu nominato segretario della sezione di Mar del Plata del Partito Giustizialista.
Nel 1984 fu nominato segretario generale aggiunto del Sindacato dei Camionisti di Buenos Aires. Tre anni dopo riuscì ad essere nominato segretario di quest'ultimo sindacato. Successivamente riuscì a formare un'alleanza, chiamata Unione Generale dei Lavoratori del Trasporto, con i sindacati degli autisti urbani e dei lavoratori dell'aeronautica. Questo accordo tra i sindacati dei trasporti fu alla base della corrente interna alla CGT chiamata Movimento dei Lavoratori Argentini.
Nel 1987 Moyano fu eletto nell'assemblea della provincia di Buenos Aires con il Partito Giustizialista.
Il 23 agosto 1997 fu nominato Segretario Generale della Confederazione dei Camionisti del Mercosur. Il 5 novembre dell'anno successivo Moyano fu eletto vicepresidente della sezione dei Lavoratori dei Trasporti per il comitato dell'America Latina dell'ITF.
Il 23 agosto 2003 assunse alla carica di Segretario Generale della Confederazione Argentina dei Lavoratori del Trasporto, sindacato a cui poco prima il presidente Néstor Kirchner aveva restituito personalità giuridica. Grazie ai suoi legami con il governo kirchnerista e al suo ruolo di capo del Consiglio sui salari (un comitato consultivo ufficialmente sanzionato) Moyano riuscì ad assicurarsi una posizione più forte nella contrattazione collettiva e frequenti aumenti del salario minimo. La sua carriera nel mondo sindacale raggiunse il suo apice il 14 luglio 2004 quando fu nominato segretario generale della CGT, nuovamente riunificata.
Le differenze di lunga data con il leader dei lavoratori della ristorazione Luis Barrionuevo hanno portato a un nuovo scisma all'interno della CGT, nel luglio 2008, anno in cui Barrionuevo ha formato un'alleanza di 40 sindacati chiamata "CGT blu e bianca". Moyano dal canto suo si assicurò la sua rielezione a capo della CGT, tuttavia, e mantenne il sostegno di 134 sindacati, compresa la maggior parte di quelli più grandi. A causa delle frequenti tensioni tra il governo ed i due principali quotidiani del paese, Clarín e La Nación, il figlio Pablo Moyano, leader in pectore del sindacato dei camionisti, guidò uno sciopero il 6 novembre 2009 che bloccò la distribuzione dei due giornali in tutta l'Argentina.
Nel 2009 fu nominato vicepresidente del Partito Giustizialista della provincia di Buenos Aires. L'anno seguente, in seguito alla malattia che aveva colpito il presidente del giustizialismo bonaerense Alberto Balestrini, Moyano fu chiamato a sostituire quest'ultimo temporaneamente il 25 agosto 2010. Il 15 dicembre dell'anno successivo si dimise dall'incarico in contrasto con la presidente argentina Cristina Fernández de Kirchner che si era rifiutata di candidare un numero maggiore di uomini della CGT nelle liste del Fronte per la Vittoria. I rapporti con il governo kirchnerista si sono poi definitivamente rotti dopo una serie di scioperi proclamati dal sindacato dei camionisti. La rottura tra la CGT ed la Fernández de Kirchner ha causato uno scisma all'interno della stessa CGT, dove la maggior parte dei sindacati si è raggruppata dietro al leader dei metalmeccanici Antonio Caló. Questo strappo ha fatto si che Moyano, ritrovatosi in minoranza, si trovasse a capo della cosiddetta CGT dissidente.
Il 6 luglio 2014 Moyano, con il 69,44 % dei voti dei soci, ha vinto le elezioni per la presidenza dell'Independiente di Avellaneda.

## Indagini
Nel settembre 2013 Moyano, sua moglie e suo figlio Pablo, sono stati indagati dall'Ufficio per i Crimini Economici e il Riciclaggio per aver trasferito illegalmente su conti famigliari 570.000.000 di pesos estratti dalle casse del sindacato dei camionisti.